# Llengua panche
El panche és una llengua indígena extinta parlada fins al segle xix sobre els rius Gualí, Mariquita, Guarinó, Coello, Villeta, Seco, Magdalena i Fusaguasuga, als departaments colombians de Tolima i Cundinamarca, antigament parlada pels panche o tolima.

## Classificació
Només es coneix una breu llista de vocabulari d'aquesta llengua de vuit paraules en total. Aquesta evidència no permet classificar adequadament la llengua pel que es considera una llengua no classificada (i probablement inclassificable). La llista coneguda és:
1. acaima 'persona important'
2. xua 'espanyol (blanc)'
3. pati Cascades Tequendama'
4. panche 'Bagre (peix)'
5. patalo 'Peix amb boca gran'
6. colima 'Assassí cruel'
7. xe 'home molt poderós'
8. tolima 'neu'

Segons Simón, font d'aquest vocabulari, els panches parlaven la mateixa llengua dels pijaos.